# Comté de Nevada (Arkansas)
Pour les articles homonymes, voir Comté de Nevada.
Le comté de Nevada (en anglais : Nevada County) est un comté de l'État de l'Arkansas aux États-Unis. Son siège est Prescott. C'est un dry county.

## Démographie
Au recensement de 2010, il compte 8 997 habitants. 
| 1880   | 1890   | 1900   | 1910   | 1920   | 1930   | 1940   | 1950   |
| ------ | ------ | ------ | ------ | ------ | ------ | ------ | ------ |
| 12 959 | 14 832 | 16 609 | 19 344 | 21 934 | 20 407 | 19 869 | 14 781 |

| 1960   | 1970   | 1980   | 1990   | 2000  | 2010  | - | - |
| ------ | ------ | ------ | ------ | ----- | ----- | - | - |
| 10 700 | 10 111 | 11 097 | 10 101 | 9 955 | 8 997 | - | - |